# Unai Emery
Unai Emery Etxegoien (n. 3 noiembrie 1971, Hondarribia⁠(d), Comunitatea Autonomă a Țării Basce, Spania) este un fotbalist spaniol retras din activitate, care a jucat pe post de mijlocaș la echipe ca Real Sociedad B⁠(d), CD Toledo⁠(d) și Racing Club de Ferrol⁠(d). După încheierea carierei, a devenit antrenor, și antrenează în prezent pe Aston Villa FC.
Acesta a fost antrenorul lui Arsenal dar după eșecul cu Eintracht din grupele Europa League, a fost concediat de la echipa londoneză.

## Palmares

### Antrenor

#### Club
Sevilla
- UEFA Europa League (3): 2013–14[2], 2014-15, 2015-16

PSG
- Ligue 1 (1): 2017-18
- Cupa Franței (2): 2016-17, 2017-18
- Cupa Ligii Franței (2): 2018-17, 2017-18
- Supercupa Franței (2): 2017, 2018

Villareal
- Europa League (1): 2020-21

#### Individual
- Trofeul Miguel Muñoz (Segunda División): 2005–06, 2006–07[3]

## Statistici antrenorat
La 25 mai 2025.
| Lorca Deportiva     | 1 noiembrie 2004 | 30 iunie 2006     | 70    | 34  | 16  | 20  | 48,57 |
| Almería             | 1 iulie 2006     | 22 mai 2008       | 84    | 39  | 20  | 25  | 46,43 |
| Valencia            | 22 mai 2008      | 13 mai 2012       | 220   | 107 | 58  | 55  | 48,64 |
| Spartak Moscova     | 13 mai 2012      | 25 noiembrie 2012 | 26    | 12  | 4   | 10  | 46,15 |
| Sevilla             | 14 ianuarie 2013 | 12 iunie 2016     | 205   | 106 | 43  | 56  | 51,71 |
| Paris Saint-Germain | 28 iunie 2016    | 14 mai 2018       | 114   | 87  | 15  | 12  | 76,32 |
| Arsenal             | 23 mai 2018      | 29 noiembrie 2019 | 78    | 43  | 16  | 19  | 55,13 |
| Villarreal          | 23 iulie 2020    | 25 octombrie 2022 | 129   | 66  | 32  | 31  | 51,16 |
| Aston Villa         | 1 noiembrie 2022 | Prezent           | 140   | 76  | 25  | 39  | 54,29 |
| Total               | Total            | Total             | 1.066 | 570 | 229 | 267 | 53,47 |